# Tommy Hansson
Tommy Hansson (Malmö, 9 gennaio 1956) è un ex calciatore svedese, di ruolo centrocampista.

## Palmarès

### Competizioni nazionali
- Campionato svedese: 2

Malmö: 1975, 1977
- Coppa di Svezia: 3

Malmö: 1975, 1978, 1980

### Competizioni internazionali
- Coppa Piano Karl Rappan: 2

Malmö: 1978, 1980